# Mantitheus murzini
Mantitheus murzini är en skalbaggsart som beskrevs av Antonio Vives 2005. Mantitheus murzini ingår i släktet Mantitheus och familjen långhorningar. Inga underarter finns listade i Catalogue of Life.